# Victoria Givens
Victoria Givens és una actriu porno dels Estats Units coneguda per haver aconseguit el Rècord Mundial de Gangbang Anal, havent tingut sexe anal amb 101 homes durant 7 hores sense fer servir lubricació artificial. Lisa Sparks i Julie Robbins van pendre part en l'esdeveniment. Anteriorment el rècord estava en posesió de l'actriu porno Brooke Ashley, que va tenir sexe anal amb 50 homes el 1998 en l'esdeveniment The World's Biggest Anal Gangbang.